# Fakulteta naravoslovnih matematičnih znanosti in kineziologije v Splitu
Fakulteta naravoslovnih matematičnih znanosti in kineziologije (izvirno hrvaško Fakultet prirodoslovno matematičkih znanosti i kineziologije u Splitu), s sedežem v Splitu, je fakulteta, ki je članica Univerze v Splitu.